# Martinville
Pour l’article ayant un titre homophone, voir Martainville.
Pour l’article homonyme, voir Édouard-Léon Scott de Martinville.
Martinville est une municipalité du Québec, au Canada, située dans la MRC de Coaticook en Estrie.

## Toponymie
Le nom rappelle le souvenir de Daniel Martin, constructeur d'un moulin local ; d'ailleurs l'endroit était autrefois appelé Martin's Mills. L'homonymie avec les Martainville de Normandie serait donc purement fortuite.
« En 1799, le territoire avait été érigé comme canton sous le nom de Clifton, du nom d'une ville d'Angleterre, lequel est à l'origine de la municipalité de canton homonyme établie en 1855. En 1895, cette dernière est scindée en deux unités dont l'une conserve l'appellation de municipalité du canton de Clifton et l'autre prend celle de municipalité du canton de Sainte-Edwidge-de-Clifton. La dénomination municipale de Clifton passe à Martinville en 1946, nom que portait déjà la paroisse de Saint-Martin-de-Martinville érigée canoniquement en 1904 » .

## Géographie
Martinville est à l'extrémité Est de la route 208 et est traversée par la route 251.

## Démographie
| 1991 | 1996 | 2001 | 2006 | 2011 | 2016 | 2021 |
| ---- | ---- | ---- | ---- | ---- | ---- | ---- |
| 488  | 476  | 468  | 467  | 469  | 436  | 441  |

## Administration
Les élections municipales se font en bloc pour le maire et les six conseillers.
| Martinville Maires depuis 2001                                                                                       |                           |         |          |
| Élection | Maire                     | Qualité | Résultat |
| 2001 | Arlette Champagne-Lessard |         | Voir     |
| 2005 | Réjean Masson             |         | Voir     |
| 2009 | Réjean Masson             | Voir    |          |
| 2013 | Réjean Masson             | Voir    |          |
| 2017 | Réjean Masson             | Voir    |          |
| 2021 | Michel-Henri Goyette      |         | Voir     |
| Élection partielle en italique Depuis 2005, les élections sont simultanées dans toutes les municipalités québécoises |                           |         |          |

## Personnalités
C'est le lieu de naissance du célèbre violoneux Ti-Blanc Richard (1920-1981), père de la chanteuse Michèle Richard.

## Attraits touristiques

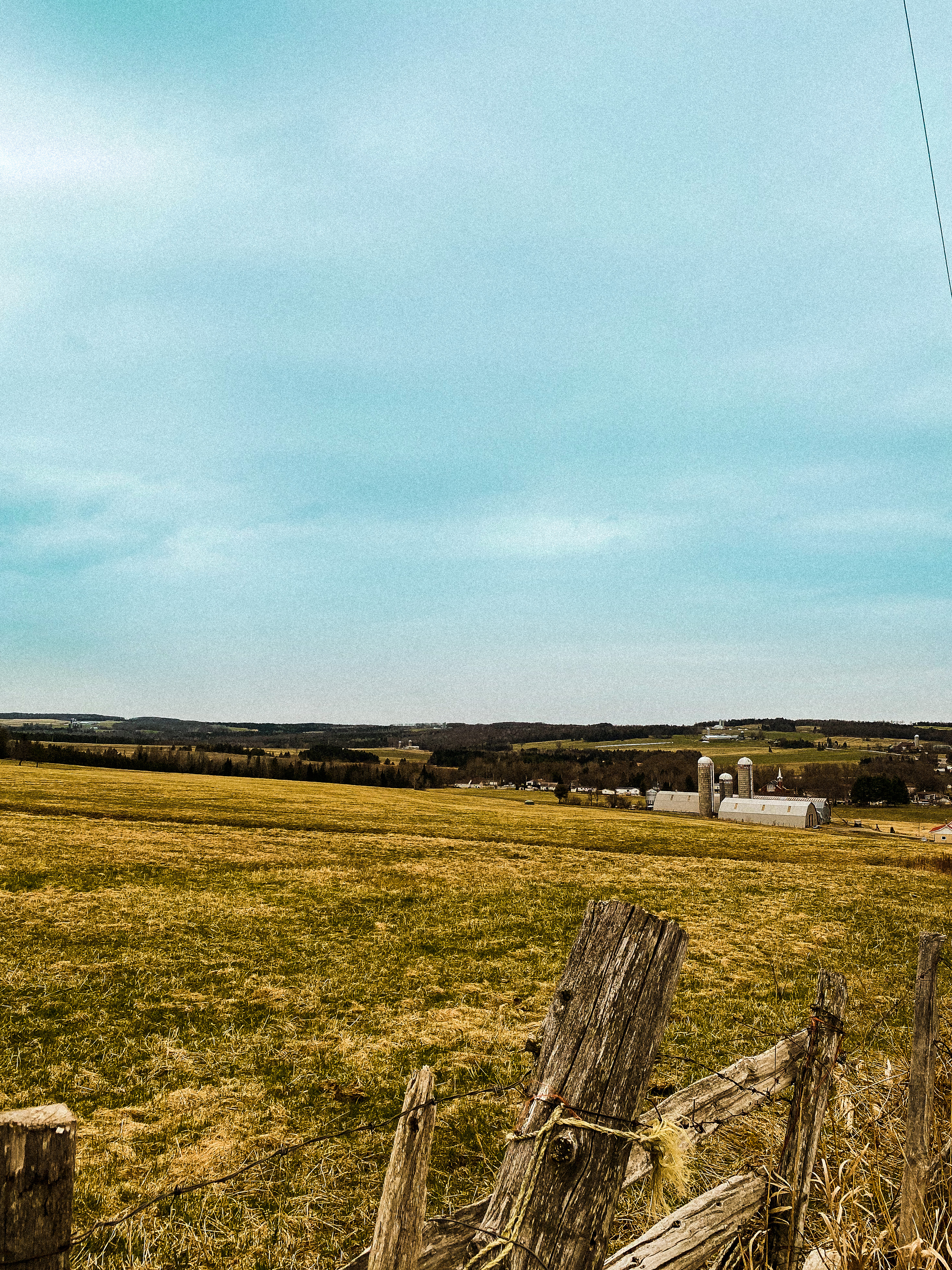
Martinville, Estrie, Qc

### Circuits Découverte
Depuis 2004, la municipalité de Martinville fait partie du Circuit Découverte, Cascades et trésors intimes, qui permet aux visiteurs de découvrir les différents attraits des municipalités de Martinville et de Sainte-Edwidge-de-Clifton.
Les attraits patrimoniaux de Martinville comme son site ornithologique et son important patrimoine religieux y sont mis en valeur.

### La Voie des Pionniers
Depuis son lancement en 2010, La Voie des Pionniers compte un arrêt à Martinville. En effet, la Table de concertation culturelle de la MRC de Coaticook, créatrice du projet, a choisi d'intégrer, à son tracé, la silhouette d'Oscar Lessard, entrepreneur important de Martinville.
Situé dans le Parc du Vieux-Moulin à Martinville, le personnage de M. Lessard raconte de larges pans de son histoire, ainsi que les évènements régionaux importants de son époque.